# Ignacy Poniatowski
Ignacy Poniatowski herbu Ciołek (zm. w 1796 roku) – chorąży lubelski w 1788 roku, cześnik żytomierski w 1750 roku, generał major wojsk koronnych.
Brat Stanisława, był protoplastą tzw. linii ukraińskiej rodu Poniatowskich.
W latach 1770–1780 dowodził Pułkiem 5 Przedniej Straży Armii Wielkiego Księstwa Litewskiego.
W 1792 roku był członkiem konfederacji targowickiej.
Żonaty z Anną Małachowską h. Gryf. Jego synami byli
Józef Poniatowski, pułkownik polski
Jan Poniatowski